# Persephonaster coelochilus
Persephonaster coelochilus är en sjöstjärneart som beskrevs av Alcock 1893. Persephonaster coelochilus ingår i släktet Persephonaster och familjen kamsjöstjärnor. Inga underarter finns listade i Catalogue of Life.